# Литва на летних Олимпийских играх 1928
Литва принимала участие в Летних Олимпийских играх 1928 года в Амстердаме (Северная Голландия, Нидерланды) во второй раз за свою историю. Двенадцать спортсменов в боксе, велоспорте, лёгкой атлетике и в тяжёлой атлетике не завоевали ни одной медали.

## Состав сборной
Бокс
1. Юозас Винча
2. Казис Маркявичюс

 Велоспорт
1. Асакас Аноликас
2. Юргис Гедминас
3. Тадас Мурникас
4. Владас Янкаускас

 Лёгкая атлетика
1. Адольфас Акилайтис
2. Юлиюс Петрайтис
3. Викторас Ражайтис
4. Харис Швеминас
5. Паула Раджюлите

 Тяжёлая атлетика
1. Повилас Витонис

## Бокс
| Соревнование            | Спортсмены       | Первый раунд         | Второй раунд       | Четвертьфинал      | Полуфинал          | Финал              |
| Соревнование            | Спортсмены       | Соперник Результат   | Соперник Результат | Соперник Результат | Соперник Результат | Соперник Результат |
| ----------------------- | ---------------- | -------------------- | ------------------ | ------------------ | ------------------ | ------------------ |
| До 61,2 кг / 135 фунтов | Казис Маркявичюс | Georges Carcagne / 0 | -                  | -                  | -                  | -                  |
| До 79,4 кг / 175 фунтов | Юозас Винча      | Robert Foquet / 1    | McCorkindale / 0   | -                  | -                  | -                  |

## Велоспорт
| Соревнование           | Спортсмены       | Результат      | Место             |
| ---------------------- | ---------------- | -------------- | ----------------- |
| Шоссе, групповая гонка | Тадас Мурникас   | 5:41,00        | 50                |
| Шоссе, групповая гонка | Юргис Гедминас   | 5:50,04        | 55                |
| Шоссе, групповая гонка | Владас Янкаускас | не финишировал | не квалифицирован |
| Шоссе, групповая гонка | Асакас Аноликас  | не финишировал | не квалифицирован |

## Лёгкая атлетика
Мужчины
| Дисциплина     | Спортсмен          | Предварительный раунд | Предварительный раунд | Четвертьфиналы | Четвертьфиналы | Полуфиналы | Полуфиналы | Финал     | Финал |
| Дисциплина     | Спортсмен          | Результат             | Место                 | Результат      | Место          | Результат  | Место      | Результат | Место |
| -------------- | ------------------ | --------------------- | --------------------- | -------------- | -------------- | ---------- | ---------- | --------- | ----- |
| 5000 м         | Юлиюс Петрайтис    |                       |                       |                |                |            | 10         | не прошёл | 25    |
| прыжки в длину | Адольфас Акилайтис |                       |                       |                |                | 160        | 10         | не прошёл | 33    |
| метание копья  | Викторас Ражайтис  |                       |                       |                |                | 51,16      | 6          | не прошёл | 26    |
| 100 м          | Харис Швеминас     | неизвестен            |                       |                |                |            |            | не прошёл | 33-71 |
| 200 м          | Харис Швеминас     | неизвестен            |                       |                |                |            |            | не прошёл | 36-59 |

Женщины
| Дисциплина | Спортсмен       | Предварительный раунд | Предварительный раунд | Четвертьфиналы | Четвертьфиналы | Полуфиналы | Полуфиналы | Финал     | Финал |
| Дисциплина | Спортсмен       | Результат             | Место                 | Результат      | Место          | Результат  | Место      | Результат | Место |
| ---------- | --------------- | --------------------- | --------------------- | -------------- | -------------- | ---------- | ---------- | --------- | ----- |
| 800 м      | Паула Раджюлите |                       |                       |                |                | неизвестен |            | не прошла | 10-25 |

## Тяжёлая атлетика
| Соревнование | Спортсмены      | Жим                   | Жим                   | Жим                   | Рывок                 | Рывок                 | Рывок                 | Толчок                | Толчок                | Толчок                | Сумма | Место |
| Соревнование | Спортсмены      | 1-я попытка Результат | 2-я попытка Результат | 3-я попытка Результат | 1-я попытка Результат | 2-я попытка Результат | 3-я попытка Результат | 1-я попытка Результат | 2-я попытка Результат | 3-я попытка Результат | Сумма | Место |
| ------------ | --------------- | --------------------- | --------------------- | --------------------- | --------------------- | --------------------- | --------------------- | --------------------- | --------------------- | --------------------- | ----- | ----- |
| До 75 кг     | Повилас Витонис | 85                    | Х (90)                | Х (90)                | Х (82,5)              | Х (85)                | 85                    | 97,5                  | 105                   | Х (107,5)             | 275   | 15    |